# Ottone Bacaredda
Ottone Bacaredda (Cagliari, 20 dicembre 1849 – Cagliari, 26 dicembre 1921) è stato un giurista, scrittore e politico italiano.

## Biografia
Ottone Bacaredda (o Baccaredda, come spesso appare scritto il suo cognome causa l'errore fonetico del raddoppio della consonante c nel cagliaritano parlato) nacque a Cagliari nel 1849. Studiò giurisprudenza presso l'università della città natale e vi conseguì la laurea nel 1871.
Successivamente si recò con la famiglia a Roma, e poi a Firenze. In questo periodo Bacaredda si dedica all'attività giornalistica, scrivendo per alcuni giornali locali, fece parte della redazione del quotidiano L'avvenire di Sardegna. Tornato a Cagliari nel 1875, passa all'insegnamento universitario del Diritto penale.
Dal 1884 si cimenta nella politica, arrivando a ricoprire la carica di sindaco di Cagliari (tra il 1890 e il 1902 e nuovamente tra il 1905 e il 1906, tra il 1907 e il 1910, tra il 1911 e il 1917 e tra il 1920 e 1921 anno della sua morte) e quella di deputato al Parlamento nel 1900.
Come sindaco di Cagliari il suo ricordo è legato all'opera volta a favore dell'abbellimento urbano (realizzato negli anni a cavallo tra l'800 e il '900 attraverso la costruzione di edifici quali il palazzo Civico e il bastione di Saint Remy), a cui seguirono anche critiche e  contestazioni, in particolare nel 1906, quando a Cagliari ci furono diversi scioperi di protesta contro il carovita.
Bacaredda scrisse diverse opere di vario genere, tra cui romanzi, poesie e saggi giuridici. Morì nel 1921 e venne sepolto nel cimitero monumentale di Bonaria.
A Cagliari gli è dedicata una via nel centro cittadino, l'istituto di scuola secondaria per geometri e il Palazzo Civico. 
Fu nominato Commendatore dell'Ordine della Corona d'Italia. 

## Opere

### Romanzi e racconti
- Roccaspinosa. Genova, 1874
- Casa Corniola. (A. Sommaruga, Roma, 1894)
- Bozzetti sardi. Cagliari, 1881

### Opere teatrali
- Amico d'infanzia (commedia in tre atti). Cagliari, 1879

### Saggi
- La donna di fronte alla legge penale. Cagliari, 1877
- "L'Ottantanove cagliaritano". Cagliari, 1909